# Dasymaschalon tibetense
Dasymaschalon tibetense là loài thực vật có hoa thuộc họ Na. Loài này được Xue Liang Hou mô tả khoa học đầu tiên năm 2005.
Tại Trung Quốc gọi là 西藏皂帽花 (Tây Tạng tạo mạo hoa).

## Phân bố
Rừng cận nhiệt đới bán thường xanh; ở cao độ 500-1.300 m tại đông nam Tây Tạng.

## Mô tả
Cây gỗ cao tới 5 m. Các cành nhẵn nhụi hoặc có lông khi còn non. Cuống lá 0,9-1,1 cm, nhẵn nhụi; phiến lá thuôn dài, 13,5-20 × 4,5-5,5 cm, giống giấy, cả hai mặt nhẵn, phía xa trục có phấn lục xám, gân giữa nhẵn trên cả hai mặt, gân phụ khoảng 12 ở mỗi bên của gân giữa và phía gần trục phẳng, đáy hơi hình nêm, đỉnh nhọn hoắt. Hoa trên các cành non. Cuống hoa 1,2-1,5 cm, thưa lông. Lá đài khoảng 1,5 × 1,5 mm. Cánh hoa hình tam giác, khoảng 7 × 1,2 cm, giống da, không vặn, mé ngoài có lông thưa; khoang hoa khoảng 5,5 mm, khoảng 80% chiều dài cánh hoa. Nhị khoảng 100; mô liên kết tròn đỉnh; phấn hoa có gai. Lá noãn không thấy. Cuống quả 1-2,3 cm, nhẵn; cuống đơn quả khoảng 1,8 cm; đơn quả hình elipxoit khi 1 hạt hoặc hình chuỗi khi có hơn 1 hạt, khoảng 2,1 × 1 cm, đỉnh nhỏ khoảng 0,2 mm; chỗ thắt rộng khoảng 6 mm. Hạt 1 hoặc 2 mỗi đơn quả, hình elipxoit, 16-19 × khoảng 10 mm. Ra hoa tháng 3-7, tạo quả tháng 6-8.